# 西蒙·桑德贝里
西蒙·桑德伯格（瑞典語：Simon Sandberg，1994年3月25日—），瑞典男子足球運動員。在場上的位置是後衛。他現在效力於瑞典足球超級聯賽球隊哈馬比足球會。